# Rie Yasumi
Rie Yasumi (やすみ りえ?, Yasumi Rie), pseudonimo di Rieko Yasumi (休 理英子?, Yasumi Rieko; Kōbe, 1º marzo 1972), è una poeta giapponese.
Yasumi scrive componimenti di tipo senryū. Ha studiato all'Università Otemae.